# توم إستيك
توم إستيك (بالإنجليزية: Tom Eastick)‏ (و. 1900 – 1988 م) هو عسكري، ومهندس مدني أسترالي، ولد في Hyde Park, South Australia ‏، ويحمل رتبة عسكرية عميد ‏، توفي في Somerton Park, South Australia ‏، عن عمر يناهز 88 عاماً.

## الخدمة العسكرية
خدم في جيش أستراليا.

## جوائز
حصل على جوائز منها:
- نيشان الخدمة المتميزة  [لغات أخرى]‏
- شريك وسام القديس ميخائيل والقديس جورج  [لغات أخرى]‏
- لقب فارس